# Harperia confertospicata
Harperia confertospicata är en gräsväxtart som först beskrevs av Ernst Gottlieb von Steudel, och fick sitt nu gällande namn av Barbara Gillian Briggs och Lawrence Alexander Sidney Johnson. Harperia confertospicata ingår i släktet Harperia och familjen Restionaceae. Inga underarter finns listade i Catalogue of Life.